# Renancourt (Amiens)
Renancourt est un quartier d'Amiens, situé au Sud-Ouest de la ville.

## Historique
Le quartier de Renancourt est un ancien village qui a gardé un aspect champêtre jusqu'au début du XXIe siècle. Il connaît aujourd'hui de profondes transformation et une urbanisation accélérée. 

### Un site préhistorique
À proximité de la confluence des vallées de la Selle et de la Somme, fut mis au jour, de 2014 à 2019, dans des limons éoliens (loess) datant de la dernière période glaciaire, un campement de chasseurs du Paléolithique. Les vestiges ont été retrouvés à une profondeur de 4 mètres sous le sol actuel. Daté de 21 000 ans avant notre ère, c'est, à ce jour, un des rares témoignages de la présence de l’Homo sapiens au début du Paléolithique supérieur dans le Nord de la France. Parmi ces vestiges, une quinzaine statuettes gravettiennes représentent des vénus paléolithiques, dont l'une est exposée au Musée de Picardie.

### Un modeste village jusqu'auXXesiècle
Au XVIIIe siècle, fut construite l'église Sainte-Marie-Madeleine qui fut endommagée en 1918, pendant la Première Guerre mondiale, elle fut donc en partie reconstruite par la suite.

## Morphologie du quartier
Le quartier a gardé jusqu'à la fin du XXe siècle une allure champêtre avec ses maisons alignées dans les rues rayonnant autour de son église. Les maisons individuelles dans le vieux village sont de type « amiénoise ».
En 1999, fut inauguré à Renancourt le Stade de la Licorne dans lequel l'Amiens Sporting Club dispute les matches de football à domicile.
Au début du XXIe siècle, Renancourt fait l'objet d'un programme d'urbanisation avec la réalisation d'une ZAC avec la construction de maisons individuelles, maisons mitoyennes et habitat collectif.
D’autres aménagements sont projetés : aire de jeux, vergers, squares et parc publics, piste cyclable la Selle, de la Zac jusqu’au  parc de La Hotoie.